# Didattica e accoglienza per i migranti
Con didattica e accoglienza per migranti si intendono le pratiche mirate alla creazione di contesti educativi significativi per e con i migranti. I metodi didattici rivolti al migrante sono legati al concetto di accoglienza. La didattica e l'accoglienza trovano infatti l'una nell'altra le basi metodologiche e pratiche per raggiungere i risultati che si propongono. Non si può insegnare se non si accoglie, non si può accogliere se non si insegna all'altro un nuovo linguaggio per aprirsi e farsi conoscere.

## Finalità della didattica e dell'accoglienza per i migranti
Scopo della didattica per i migranti è fare in modo che il lì (il paese di partenza) e il qui ed ora della nuova situazione possano dialogare. È importante che gli ambienti educativi siano intesi come spazi aperti dove aprirsi in mezzo agli altri, dove riannodare i fili, riordinare le tracce, esplorare i contorni e le radici della propria esperienza migratoria. Altro scopo della didattica per i migranti è quello di riuscire ad offrire i mezzi per una “rassicurazione affettiva” dentro lo spaesamento dell'arrivo (De Martino, 2002). L'arrivo in un paese straniero, infatti, getta la persona in una condizione di vulnerabilità ma è anche un momento denso di vitalità, curiosità e speranza. L'apprendimento di una lingua straniera in questo caso è uno straordinario strumento conviviale (Illich, 1993) attraverso cui incontrare l'altro in una situazione aperta e stimolante per la curiosità reciproca.

## Metodologie
Le lezioni per l'apprendimento della lingua italiana seguono le tracce degli studenti raccogliendo e soffermandosi su ciascuna parola che, più o meno stentatamente e imprevedibilmente, loro pronunciano. Sebbene le espressioni degli studenti possono essere, soprattutto all'inizio, senza sintassi, più che altro intenzioni di discorso, abbozzi di frasi o pensieri incompleti, esse evocano però interi discorsi e producono nuovi linguaggi.
Apprendere la lingua appena arrivati in un paese straniero significa prima di tutto andare alla ricerca di un lessico familiare (Freinet, 1974), di quelle parole stentate ma sentite indispensabili per raccontarsi agli altri, parole che l'educatore deve inizialmente seguire con gradualità, restando più fedele possibile alla lingua del migrante.
L'applicazione della tecnica del testo libero consente il passaggio dall'oralità alla scrittura, dal sé al sé, dal sé verso gli altri e dal sé nell'ambiente (Freinet, 1974), è l'inizio per cominciare a riordinare, e riordinare significa capire. (Bettelheim 1982) sostiene che apprendere a leggere e scrivere equivale ad aprire una porta, ma “che qualcuno apra effettivamente la porta dipende da quello che egli si aspetta di trovare dietro di essa. Quando una persona ha ricevuto l'impressione che dietro alla porta ci sono più o meno le stesse cose sgradevoli da lei sperimentate mentre acquisiva la capacità di aprirla, manca la motivazione ad oltrepassarla”.

## Il contesto educativo
Caratteristica di un contesto educativo per migranti è la presenza incerta e discontinua degli studenti condizionata dalla ricerca del lavoro e dell'alloggio, dalle condizioni di salute, dagli appuntamenti con gli avvocati, con la questura, dall'iter per il riconoscimento dello status di rifugiato, dal trasferimento in altre città, dalla partenza per altri paesi. In un ambiente di questo tipo le persone vengono e vanno e poi magari ritornano. Qualcuno ci resta anche per molto tempo per ragioni personali che hanno a che vedere con il suo bisogno/desiderio di mantenere una “base sicura” (Bowlby 1982) di legami che nel tempo hanno assunto per lui il “senso di casa” (Papadopoulos 2006) e quindi di una nuova appartenenza dopo la migrazione.
Questo tipo di esperienza educativa consente di dare al migrante l'opportunità di costruire nuovi legami, un luogo di resilienza (Canevaro 2001) dove riprendere forma, un luogo di apprendimento e riflessione, di memoria, di costruzione della presenza, un luogo di socializzazione e di espressione, un luogo dove rispondere al proprio bisogno di consolazione, la soglia di ingresso da cui affrontare il nuovo contesto di cui si entra lentamente a far parte. Spesso la reticenza a raccontare attraverso la memoria, il ricordo, dipende proprio dal fatto che si è portati a credere che quel ricordo nel paese di arrivo abbia perso ogni significato, sia diventato un ricordo inutile. Molti ricordi possono essere rimossi per tante ragioni, ma molto spesso si fa fatica a ricordare e quindi a raccontare non solo perché ciò può provocare sofferenza, o perché riguarda cose che si sono perse e non si sa se mai si potranno recuperare, ma anche perché non si crede che il proprio ricordo sia interessante, sia importante anche per qualcun altro. Il ricordo non è una cosa relegata nel passato ma è vivo nel presente e può causare sofferenza, nostalgia, disorientamento.
Se per i migranti questi ambienti educativi sono loghi di passaggio, per gli educatori questi sono luoghi che si vogliono rendere significativi per continuità di presenza, dove garantire accoglienza e ascolto e volgere in positivo l'obiettiva difficoltà della situazione migrante.